# Mycosphaerella oedema
Mycosphaerella oedema är en svampart som först beskrevs av Fr. ex Duby, och fick sitt nu gällande namn av Joseph Schröter 1894. Mycosphaerella oedema ingår i släktet Mycosphaerella och familjen Mycosphaerellaceae.   Inga underarter finns listade i Catalogue of Life.